# Clarias kapuasensis
Clarias kapuasensis es una especie de pez de la familia Clariidae en el orden de los Siluriformes.

## Morfología
• Los machos pueden llegar alcanzar los 26 cm de longitud total.

## Distribución geográfica
Se encuentra al oeste de Borneo (Indonesia ).